# 1984年美國
|        | 美國歷史 \| 美國歷史年表                                                                                                   |
| 世紀： | 19世紀美國 \| 20世紀美國 \| 21世紀美國                                                                                     |
| 年代： | 1950年代美國 \| 1960年代美國 \| 1970年代美國 \| 1980年代美國 \| 1990年代美國 \| 2000年代美國 \| 2010年代美國               |
| 年份： | 1980年美國 \| 1981年美國 \| 1982年美國 \| 1983年美國 \| 1984年美國 \| 1985年美國 \| 1986年美國 \| 1987年美國 \| 1988年美國 |
| 紀年： | 美国独立208周年 |

## 聯邦政府

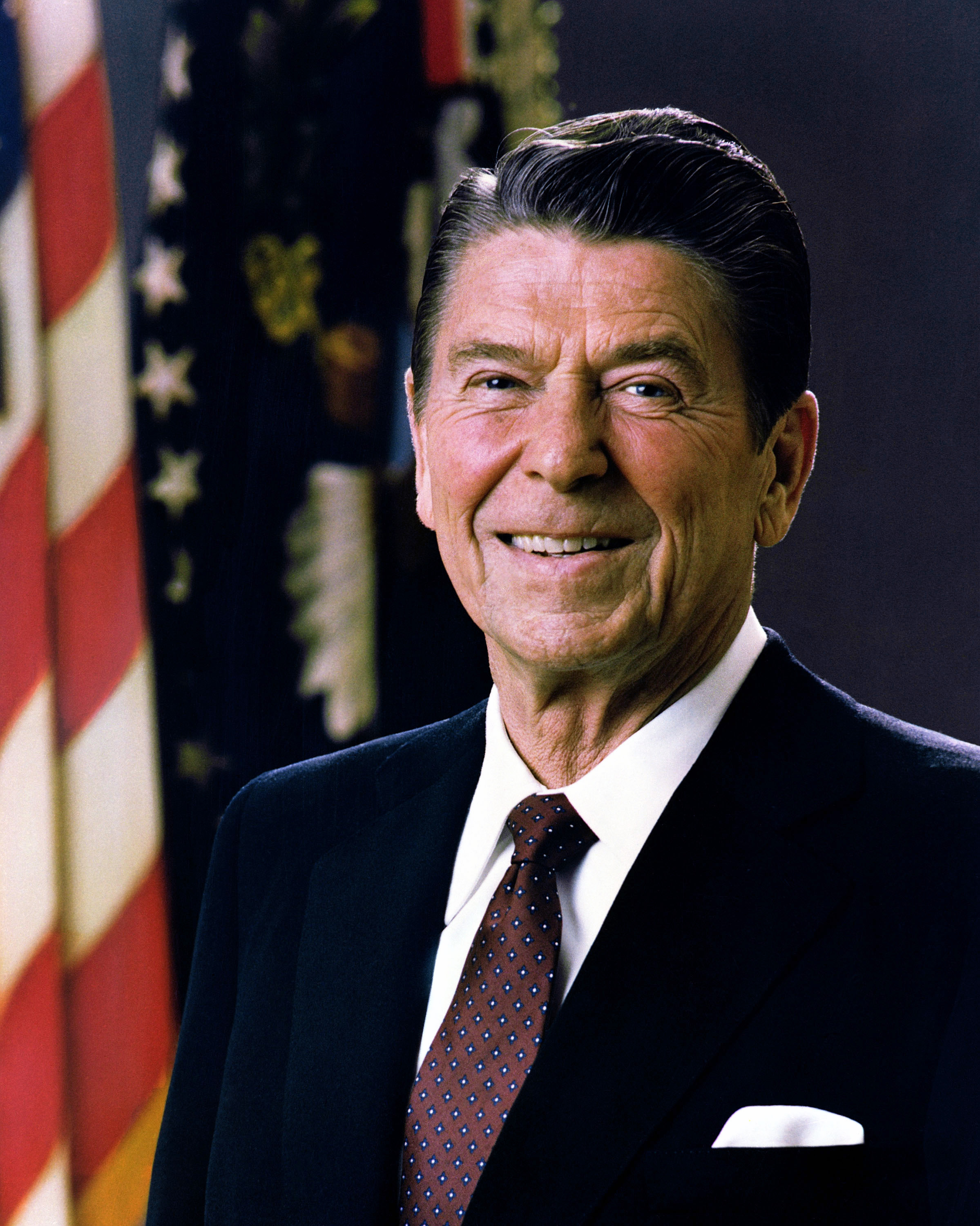
總統：罗纳德·里根
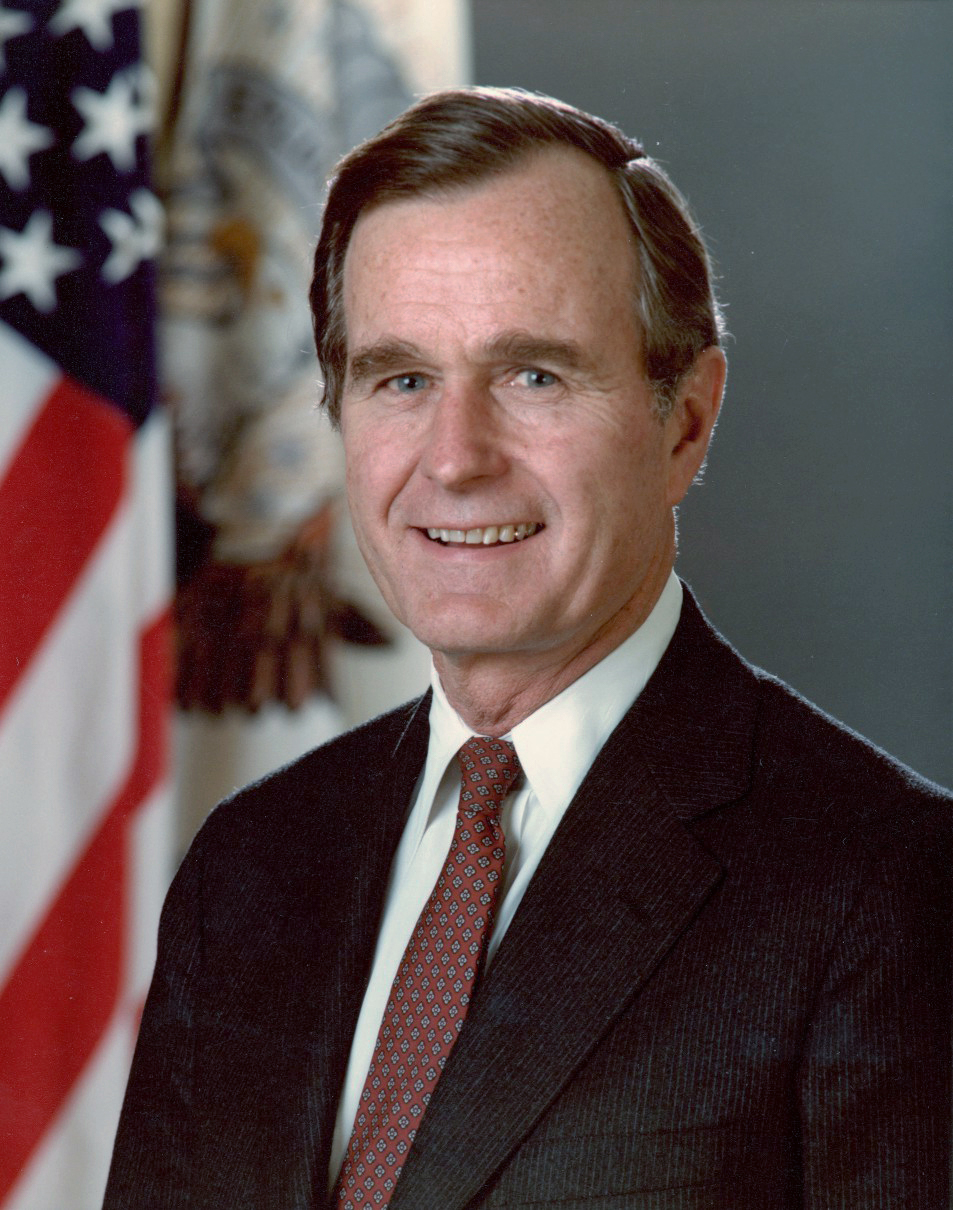
副總統：乔治·赫伯特·沃克·布什
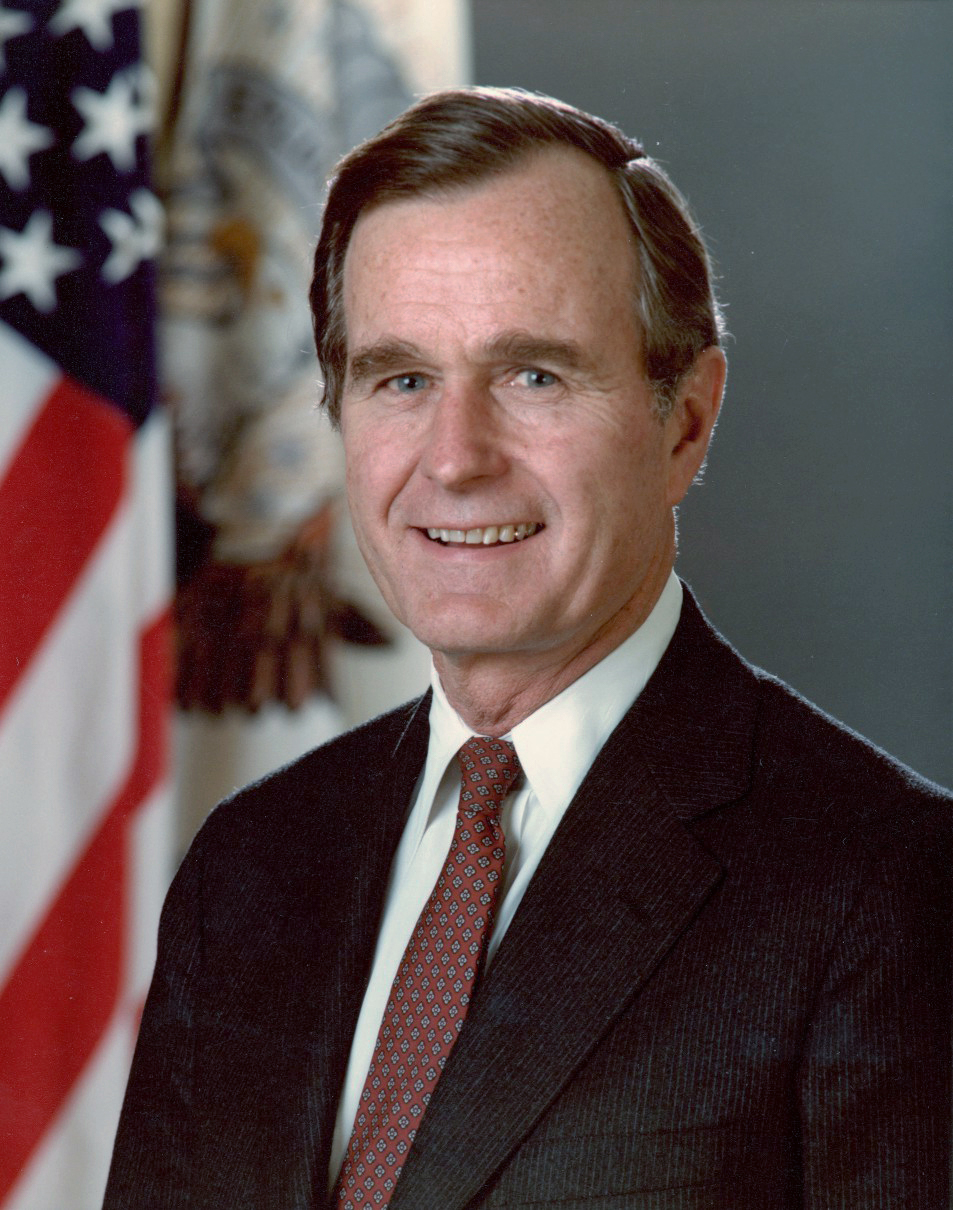
參議院議長：喬治·赫伯特·華克·布希（副總統兼任）
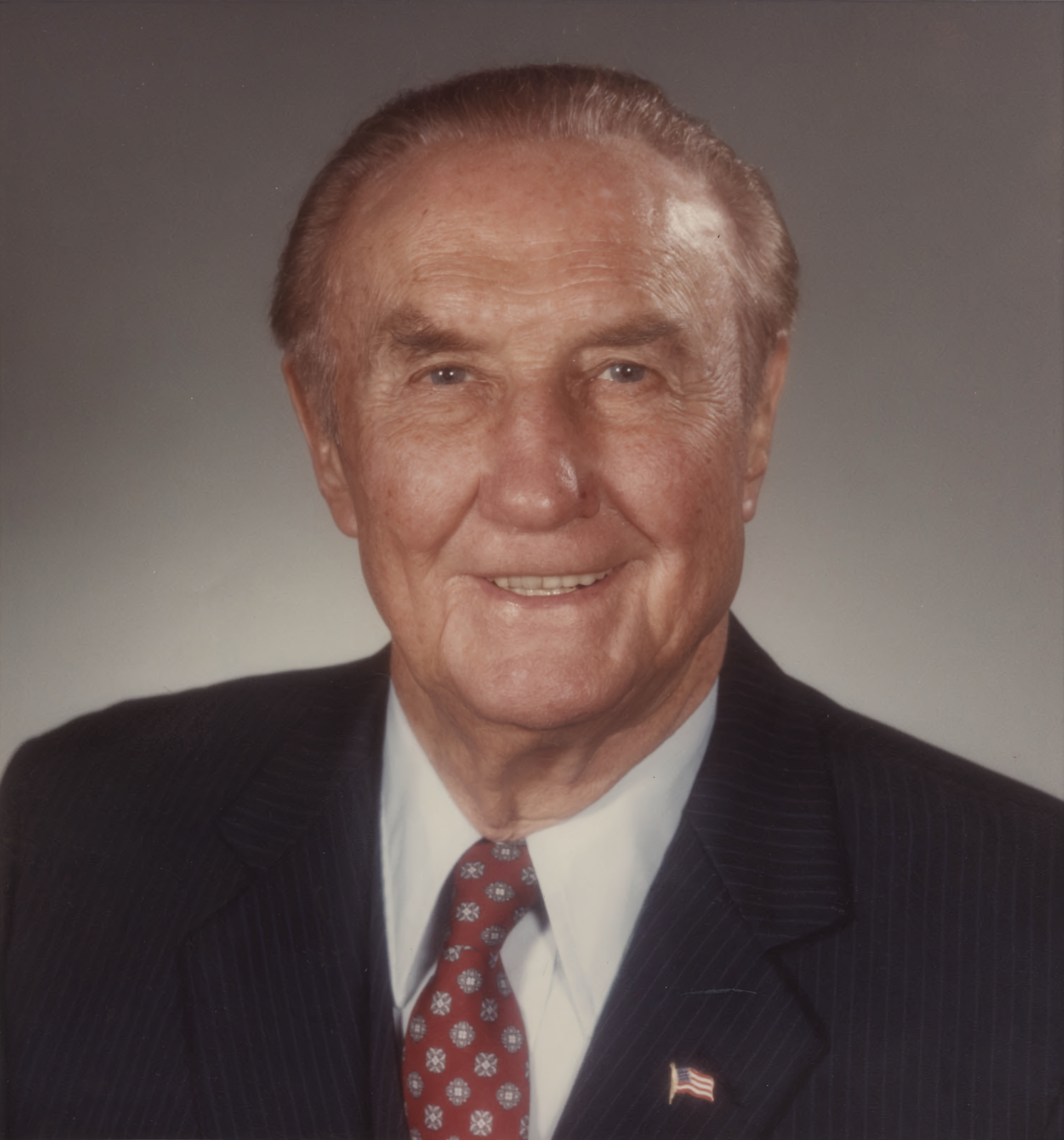
參議院臨時議長：斯特罗姆·瑟蒙德
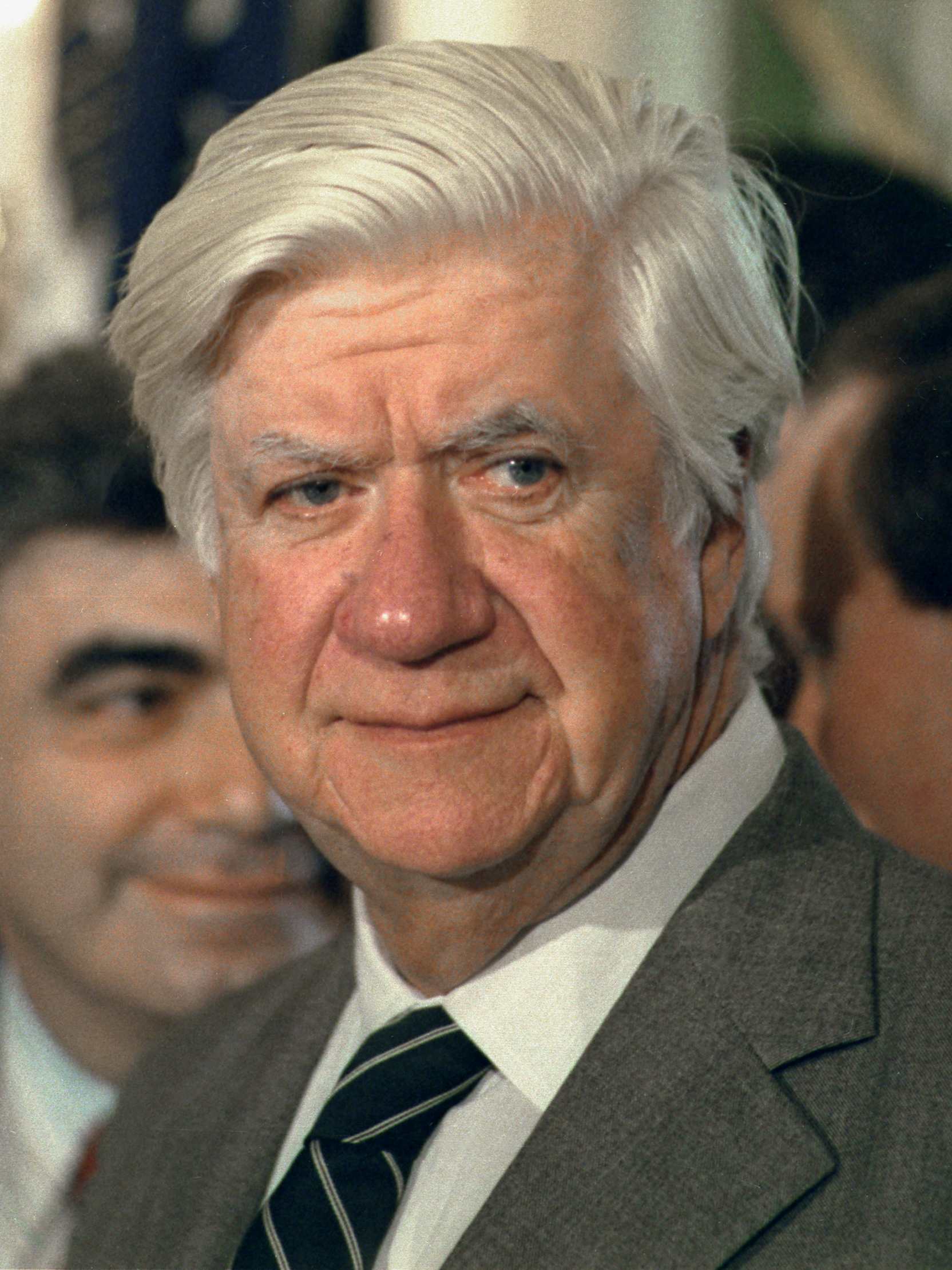
眾議院議長：提普·奥尼尔
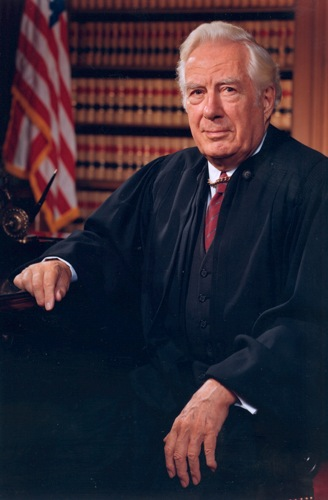
首席大法官：沃伦·厄尔·伯格

## 大事記

### 4月
- 7月28日——第二十三屆奧林匹克運動會在美國洛杉磯開幕及舉辦首屆奧運女子馬拉松。

### 11月
- 11月6日——罗纳德·里根在1984年美國總統選舉中囊括525張選舉人票而連任成功。